# Mitteltönige Stimmung
Mit  mitteltöniger Stimmung bezeichnet man eine Familie von temperierten Stimmungen. Oft, so auch im folgenden, ist mit diesem Ausdruck aber verkürzend deren mit Abstand wichtigster Vertreter gemeint, die 1⁄4-Komma-mitteltönige Stimmung. 
Diese war in der Renaissance, im Barock und vielfach auch in späterer Zeit (bis in das 19. Jahrhundert) hauptsächlich für Tasteninstrumente gebräuchlich. Der Ganzton entspricht bei dieser Temperatur dem Mittel von großem und kleinem Ganzton der reinen Stimmung, was zu dieser Bezeichnung führte.
Die mitteltönigen Stimmungen sind nach ihrem Konstruktionsprinzip ohne Zirkelschluss unendlich fortsetzbar. Für herkömmliche Tasteninstrumente wird jedoch ein Ausschnitt von elf Quintschritten gewählt. Zwischen dem letzten und ersten der entstehenden Töne (modulo Oktave) entsteht eine so genannte Wolfsquinte: Ein Intervall, das im Tastenbild wie eine Quinte aussieht, es in der Stimmung aber nicht ist.
Die (1⁄4-Komma-)mitteltönige Stimmung verfügt über acht reine Großterzen. Bei Dreiklängen differieren die entsprechenden Kleinterzen und Quinten jeweils um 1⁄4 des syntonischen Kommas von den reinen Intervallen, ermöglichen jedoch die Bildung von acht wohlklingenden Dur- und ebenso vielen Molldreiklängen. Alle übrigen Dreiklänge wirken als Missklänge. Diese Beschränkung beeinflusst die musikalische Nutzung der mitteltönigen Temperatur bei der Wahl der Tonarten, bei der Harmonik und bei möglichen Transpositionen. Um die Wolfsquinte zu vermindern oder zu vermeiden, wurde die strenge Mitteltönigkeit in vielen Versuchen modifiziert, wobei aber gleichzeitig die reinen Terzen erhöht (geschärft) werden. Dies führte in letzter Konsequenz zur Entwicklung der wohltemperierten Stimmungen und der gleichstufigen Stimmung.

## Aufbau

Prinzip der -Komma-mitteltönigen Stimmung: elf leicht temperierte Quinten ergeben acht reine Terzen. Die „Terzen“ (verminderte Quarten) H-Dis (H-Es), Fis-Ais (Fis-B), Cis-Eis (Cis-F) und Gis-His (Gis-C) sind unbrauchbar.

Wie bei der reinen Stimmung ist die Verwendung der charakteristischen reinen großen Terzen (mit dem Frequenzverhältnis {\displaystyle {\tfrac {5}{4}}}) grundlegend, für die die reinen Quinten der pythagoreischen Stimmung leicht verengt werden. Die pythagoreische große Terz (= 4 reine Quinten − 2 Oktaven) wird zur reinen Terz, wenn die reinen Quinten um je {\displaystyle {\tfrac {1}{4}}} des syntonischen Kommas erniedrigt werden. Bei der mitteltönigen Stimmung wird die reine Terz zerlegt in zwei gleich große Ganztöne mit dem irrationalen Frequenzverhältnis {\displaystyle {\sqrt {{\tfrac {9}{8}}\cdot {\tfrac {10}{9}}}}={\sqrt {\tfrac {5}{4}}}}.
Bei der mitteltönigen Stimmung werden elf Quinten des Quintenzirkels jeweils um so viel vermindert, dass die sich aus vier dieser Quinten ergebenden großen Terzen rein oder annähernd rein werden. Bei der gebräuchlichsten und am häufigsten beschriebenen Variante ist die große Terz rein. Die vier Quinten werden daher um je {\displaystyle {\tfrac {1}{4}}} des syntonischen Kommas verkleinert. Mit anderen Worten: Verkleinert man die 11 Quinten um {\displaystyle {\tfrac {1}{4}}} des syntonischen Komma, so werden die benutzbaren Terzen exakt rein. Die so entstandene Stimmung ist die {\displaystyle {\tfrac {1}{4}}}-(syntonisches)-Komma-mitteltönige Stimmung.
| Intervall                                                                                    | c-d                                   | d-e                                    | e-f                                     | f-g                                   | g-a                                    | a-h                                   | h-c                                     |
| rein (in Cent)                                                                               | {\displaystyle {\tfrac {9}{8}}} ≈ 204 | {\displaystyle {\tfrac {10}{9}}} ≈ 182 | {\displaystyle {\tfrac {16}{15}}} ≈ 112 | {\displaystyle {\tfrac {9}{8}}} ≈ 204 | {\displaystyle {\tfrac {10}{9}}} ≈ 182 | {\displaystyle {\tfrac {9}{8}}} ≈ 204 | {\displaystyle {\tfrac {16}{15}}} ≈ 112 |
| mitteltönig (in Cent)                                                                        | ≈ 193                                 | ≈ 193                                  | ≈ 117                                   | ≈ 193                                 | ≈ 193                                  | ≈ 193                                 | ≈ 117                                   |
| gleichstufig (in Cent)                                                                       | = 200                                 | = 200                                  | = 100                                   | = 200                                 | = 200                                  | = 200                                 | = 100                                   |
| Wie hier die C-Dur-Tonleiter sind auch die Tonleitern in B-, F-, G-, D- und A-Dur aufgebaut. |                                       |                                        |                                         |                                       |                                        |                                       |                                         |

Ein Hörbeispiel der leicht verstimmten mitteltönigen Quinten findet sich hier.
Hinweis: Reine Intervalle sind durch ganzzahlige Frequenzverhältnisse charakterisiert, temperierte Intervalle haben dagegen meist ein irrationales Frequenzverhältnis. Deshalb erfolgt der Größenvergleich mit der Einheit Cent. 
Beispiel: In der reinen Stimmung ist die reine Terz aufgeteilt in einen großen und einen kleinen Ganzton, bei der mitteltönigen Stimmung hingegen in zwei gleich große Ganztöne.
rein: {\displaystyle {\frac {9}{8}}\cdot {\frac {10}{9}}={\frac {5}{4}}}. Dies ist das Verhältnis der reinen Terz. Ungefähre Cent-Werte sind 204 Cent + 182 Cent = 386 Cent.
mitteltönig: {\displaystyle {\sqrt {\frac {5}{4}}}\cdot {\sqrt {\frac {5}{4}}}={\frac {5}{4}}}. Dies ist ebenfalls die reine Terz. Ungefähre Cent-Werte sind 193 Cent + 193 Cent = 386 Cent.
gleichstufig: {\displaystyle {\sqrt[{12}]{4}}\cdot {\sqrt[{12}]{4}}={\sqrt[{12}]{16}}}. Genaue Cent-Werte sind  200 Cent + 200 Cent = 400 Cent = gleichstufig temperierte Terz.
In den angegebenen Tonarten erhalten wir wegen der reinen Terzen in Tonika, Subdominante und Dominante eine auffallend gute Klangqualität; dem steht der Nachteil gegenüber, dass in C-Dur-fernen Tonleitern unbrauchbare Intervalle entstehen.
Die zwölfte „Quinte“, die den Quintenzirkel abschließt, ist in Wahrheit eine verminderte Sexte (in der Regel Gis-Es), die stark von der reinen Quinte abweicht und in der Regel musikalisch unbrauchbar ist. Sie wird häufig „Wolfsquinte“ genannt. Vier vermeintlich große Terzen, deren Quintenkette die Wolfsquinte enthält, sind verminderte Quarten (Cis-F, Fis-B, Gis-C, H-Es), die ebenfalls in der Regel nicht als große Terzen gebraucht werden können.
Von Cis nach F geht es (vor einer Oktavierung) zwei reine Terzen abwärts statt einer aufwärts, siehe obige Abbildung; das Intervall hat also das Frequenzverhältnis 32/25 und ist damit um eine kleine Diesis = 128/125 ≈ 41 Cent größer als die reine große Terz von Des nach F. Es bleiben daher acht reine große Terzen.
| Dreiklang          | c-e-g                                 | cis-f-gis(!) | d-fis-a                               | es-g-b                                | e-gis-h                               | f-a-c                                 | fis-b-cis(!) | g-h-d                                 | gis-c-es(!)         | a-cis-e                               | b-d-f                                 | h-es-fis(!) | c-e-g                                 |
| Große Terz in Cent | {\displaystyle {\tfrac {5}{4}}} ≈ 386 | ≈ 427        | {\displaystyle {\tfrac {5}{4}}} ≈ 386 | {\displaystyle {\tfrac {5}{4}}} ≈ 386 | {\displaystyle {\tfrac {5}{4}}} ≈ 386 | {\displaystyle {\tfrac {5}{4}}} ≈ 386 | ≈ 427        | {\displaystyle {\tfrac {5}{4}}} ≈ 386 | ≈ 427               | {\displaystyle {\tfrac {5}{4}}} ≈ 386 | {\displaystyle {\tfrac {5}{4}}} ≈ 386 | ≈ 427       | {\displaystyle {\tfrac {5}{4}}} ≈ 386 |
| Quinte in Cent     | ≈ 697                                 | ≈ 697        | ≈ 697                                 | ≈ 697                                 | ≈ 697                                 | ≈ 697                                 | ≈ 697        | ≈ 697                                 | ≈ 738 (Wolfsquinte) | ≈ 697                                 | ≈ 697                                 | ≈ 697       | ≈ 697                                 |
Die mit (!) gekennzeichneten Intervalle sind nur in der enharmonischen Verwechslung Terzen und Quinten; man sieht, dass nur die folgenden Dreiklänge spielbar sind: Es-Dur, B-Dur, F-Dur, C-Dur, G-Dur, D-Dur, A-Dur und E-Dur sowie c-Moll, g-Moll, d-Moll, a-Moll, e-Moll, h-Moll, fis-Moll und cis-Moll.
Diese Akkorde wurden in der Lasso-Palestrina-Lechner-Cavelieri-Zeit (um 1600) voll ausgeschöpft, aber ganz selten zum Beispiel der As-Dur- oder der f-Moll-Dreiklang.
Um den As-Dur-Dreiklang spielen zu können, würde man neben der Taste für Gis eine Taste für As eine kleine Diesis (ca. 41 Cent) höher benötigen; um den H-Dur-Dreiklang spielen zu können, würde man neben der Taste für Es eine Taste für Dis entsprechend tiefer benötigen usw.
Siehe unter dem Stichwort Cent (Musik) die Tabellen der Quinten und Terzen in der mitteltönigen, wohltemperierten, gleichstufigen und pythagoreischen Stimmung.
| Kadenz F-Dur (fast rein) und As-Dur (mit „Wolf“ und „falschen“ Terzen) · |

Um weitere Tonarten spielbar zu machen, wurden – auf Kosten der reinen Terz – wohltemperierte Stimmungen entwickelt, die in letzter Konsequenz zur gleichstufigen Stimmung unserer Tasteninstrumente führte.
Andere bekannte, jedoch geschichtlich in der Stimmpraxis nur selten bis kaum nachzuweisende mitteltönige Stimmungen sind die {\displaystyle {\tfrac {1}{6}}}-, {\displaystyle {\tfrac {1}{5}}}-, {\displaystyle {\tfrac {2}{7}}}- und {\displaystyle {\tfrac {1}{3}}}-Komma-mitteltönige Stimmung, bei denen die 11 Quinten um den entsprechenden Bruchteil des syntonischen Kommas verkleinert werden. Die Verminderung des Missklangs der Wolfsquinte führt jedoch gleichzeitig zu einer Verminderung der Reinheit der „guten“ großen Terzen.
Spricht man gemeinhin von mitteltöniger Stimmung, so ist meistens die {\displaystyle {\tfrac {1}{4}}}-Komma-mitteltönige Stimmung gemeint. Nur bei ihr sind die großen Terzen exakt rein. Die {\displaystyle {\tfrac {1}{4}}}-Komma-mitteltönige Stimmung lässt sich relativ leicht realisieren, wenn man lernt, die vier temperierten Quinten genau zu stimmen. Die anderen Töne ergeben sich dann über das Einstimmen reiner großer Terzen.

## Die reine große Terz ist charakteristisch für die mitteltönige Stimmung
Die mitteltönige Stimmung mit ihren vielen reinen Terzen nähert die reine Stimmung mit lauter reinen Terzen in Kadenzen am besten an.

## Kleiner und großer Halbton

Die diatonischen und chromatischen Halbtöne in der-Komma-mitteltönigen Stimmung

Wie bei der reinen Stimmung unterscheidet man bei der mitteltönigen Stimmung zwischen dem diatonischen, großen Halbton mit 117,108 Cent und dem chromatischen, kleinen Halbton mit 76,049 Cent.
Intervalle der {\displaystyle {\tfrac {1}{4}}}-Komma-mitteltönigen Stimmung
| Intervall | c-cis | cis-d | d-es | es-e | e-f | f-fis | fis-g | g-gis | gis-a | a-b | b-h | h-c |
| in Cent   | 76    | 117   | 117  | 76   | 117 | 76    | 117   | 76    | 117   | 117 | 76  | 117 |
| --------- | ----- | ----- | ---- | ---- | --- | ----- | ----- | ----- | ----- | --- | --- | --- |

Hier gilt auch die Regel des Weißenburger Kantors Maternus Beringer (1610):
Halbtöne auf derselben Linie im Notensystem (die chromatischen) sind als kleiner Halbton (semitus minor) zu intonieren. Halbtöne auf benachbarten Linien (die diatonischen) aber als großer Halbton (semitonus major).
Für die musikalische Praxis ist der Wechsel von großen und kleinen Halbtönen in der mitteltönigen Stimmung folgenreich. So hat der Einsatz von chromatischen Abschnitten mit unterschiedlichen Halbtonschritten eine expressive Wirkung. Leittöne nach oben (cis, dis, e, fis, gis und h) werden tief und Leittöne nach unten (des, es, f, as und b) hoch intoniert. Kadenzen bekommen bei mitteltöniger Stimmung daher einen besonderen, insbesondere von der gleichstufigen Stimmung abweichenden Charakter (Beispiel im Kasten rechts). Kleine Terzen in Moll-Akkorden sind höher als in der modernen gleichschwebenden Temperatur, während die großen Dur-Terzen tiefer sind. Der Unterschied zwischen Dur und Moll ist für den modernen Menschen kleiner als gewohnt. 

## Intervalltabelle

Mitteltönige Tastatur

Vergleich gleichstufig, mitteltönig und reine Stimmung (in Cent)
| Intervall             | Beispiel | gleichstufig | mitteltönig | rein                   |
| --------------------- | -------- | ------------ | ----------- | ---------------------- |
| chromatischer Halbton | c-cis    | 100          | 76          | c-cis:92 bzw. d-dis:71 |
| diatonischer Halbton  | cis-d    | 100          | 117         | 112                    |
| Ganzton               | c-d      | 200          | 193         | c-d:204 bzw. d-e:182   |
| kleine Terz           | c-es     | 300          | 310         | 316                    |
| große Terz            | c-e      | 400          | 386         | 386                    |
| Quarte                | c-f      | 500          | 503         | 498                    |
| Tritonus              | c-fis    | 600          | 579         | 590                    |
| Quinte                | c-g      | 700          | 697         | 702                    |
| kleine Sext           | e-c      | 800          | 814         | 814                    |
| Sext                  | c-a      | 900          | 890         | 884                    |
| kleine Septime        | c-b      | 1000         | 1007        | c-b:1018 bzw. d-c':996 |
| große Septime         | c-h      | 1100         | 1083        | 1088                   |

Ausführliche Tabelle: Intervalle der {\displaystyle {\tfrac {1}{4}}}-Komma-mitteltönigen Stimmung
{\displaystyle {\tfrac {1}{4}}}-Komma-mitteltönigen Stimmung in chromatischer Ordnung:
Frequenzverhältnisse zum Grundton C mit der mitteltönigen Quinte {\displaystyle q={\sqrt[{4}]{5}}}
| C   | {\displaystyle q^{0}}             | {\displaystyle =} | {\displaystyle 1}                                   | {\displaystyle {\widehat {=}}\,0\,\mathrm {Cent} }           |
| Cis | {\displaystyle q^{7}/2^{4}}       | {\displaystyle =} | {\displaystyle {\tfrac {5}{16}}{\sqrt[{4}]{5^{3}}}} | {\displaystyle {\widehat {\approx }}\,76\,\mathrm {Cent} }   |
| D   | {\displaystyle q^{2}/2}           | {\displaystyle =} | {\displaystyle {\tfrac {1}{2}}{\sqrt {5}}}          | {\displaystyle {\widehat {\approx }}\,193\,\mathrm {Cent} }  |
| Es  | {\displaystyle q^{-3}\cdot 2^{2}} | {\displaystyle =} | {\displaystyle {\tfrac {4}{5}}{\sqrt[{4}]{5}}}      | {\displaystyle {\widehat {\approx }}\,310\,\mathrm {Cent} }  |
| E   | {\displaystyle q^{4}/2^{2}}       | {\displaystyle =} | {\displaystyle {\tfrac {5}{4}}}                     | {\displaystyle {\widehat {\approx }}\,386\,\mathrm {Cent} }  |
| F   | {\displaystyle q^{-1}\cdot 2}     | {\displaystyle =} | {\displaystyle {\tfrac {2}{5}}{\sqrt[{4}]{5^{3}}}}  | {\displaystyle {\widehat {\approx }}\,503\,\mathrm {Cent} }  |
| Fis | {\displaystyle q^{6}/2^{3}}       | {\displaystyle =} | {\displaystyle {\tfrac {5}{8}}{\sqrt {5}}}          | {\displaystyle {\widehat {\approx }}\,579\,\mathrm {Cent} }  |
| G   | {\displaystyle q}                 | {\displaystyle =} | {\displaystyle {\sqrt[{4}]{5}}}                     | {\displaystyle {\widehat {\approx }}\,697\,\mathrm {Cent} }  |
| Gis | {\displaystyle q^{8}/2^{4}}       | {\displaystyle =} | {\displaystyle {\tfrac {25}{16}}}                   | {\displaystyle {\widehat {\approx }}\,773\,\mathrm {Cent} }  |
| A   | {\displaystyle q^{3}/2}           | {\displaystyle =} | {\displaystyle {\tfrac {1}{2}}{\sqrt[{4}]{5^{3}}}}  | {\displaystyle {\widehat {\approx }}\,890\,\mathrm {Cent} }  |
| B   | {\displaystyle q^{-2}\cdot 2^{2}} | {\displaystyle =} | {\displaystyle {\tfrac {4}{5}}{\sqrt {5}}}          | {\displaystyle {\widehat {\approx }}\,1007\,\mathrm {Cent} } |
| H   | {\displaystyle q^{5}/2^{2}}       | {\displaystyle =} | {\displaystyle {\tfrac {5}{4}}{\sqrt[{4}]{5}}}      | {\displaystyle {\widehat {\approx }}\,1083\,\mathrm {Cent} } |

## Eulersche Schreibweise, erweitert für mitteltönige Stimmung

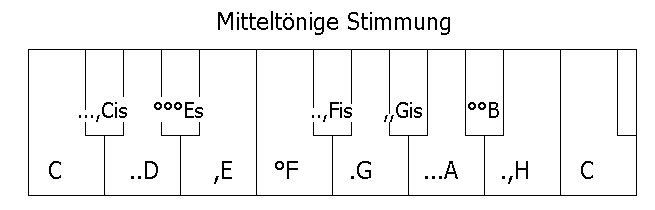
Mitteltönige Stimmung

Im Eulerschen Tonnetz wird mit vorangestelltem Tiefkomma und Hochkomma eine Verminderung bzw. Erhöhung um ein syntonisches Komma gekennzeichnet. Die Veränderungen der Quinten um 1/4 Komma ist typisch für die 1/4-Komma-mitteltönige Stimmung. Diese Veränderung wird mit vorangestellten Punkten gekennzeichnet. Vier vorangestellte Punkte entsprechen also einem vorangestellten Komma.
| reine Quinten        | … | as  | es    | b   | f  | c | g  | d   | a  | h  | fis   | … |
| mitteltönige Quinten | … | ’as | °°°es | °°b | °f | c | .g | ..d | …a | ,h | .,fis | … |

Dabei bedeutet ,x (Tiefkomma x) bzw. ’x (Hochkomma x): x um ein syntonisches Komma erniedrigt bzw. erhöht.
.x (Tiefpunkt x) bzw. °x (Hochpunkt x): x um 1/4 Komma erniedrigt bzw. erhöht.
Die mitteltönige Tastatur mit 12 Tasten enthält dann folgende Töne:
| Tonbezeichnung | °°°es  | °°b     | °f     | c | .g     | ..d    | …a     | ,e     | .,h     | ..,fis | ...,cis | ,,gis  |
| in Cent        | 310,26 | 1006,84 | 503,42 | 0 | 696,58 | 193,16 | 889,74 | 386,31 | 1082,89 | 579,47 | 76,05   | 772,63 |

Beispiel zur Größenberechnung: Von c aus erreicht man ..,fis über 6 Quinten vermindert um 3 Oktaven und 1 Komma und zwei 1/4 Kommata.
..,fis = 6 Quinten − 3 Oktaven − 1,5 Kommata = 1200 ⋅ (6 log2(3/2) − 3 log2(2) − 1,5 log2(81/80)) Cent = 579,47 Cent.

Mitteltönige Stimmung, spielbar von Ces-Dur, Ges-Dur usw. bis H-Dur, Fis-Dur und Cis-Dur

Die mitteltönige Stimmung kommt der reinen Stimmung sehr nahe, da die großen Terzen rein erklingen und die Quinten nur unerheblich vermindert sind. Mit 12 Tasten sind mitteltönig nur die Tonarten von B-Dur bis A-Dur spielbar. Deshalb wurde oft im 16. Jahrhundert die Tastatur auf 19 Tasten erhöht, so dass alle Tonarten von Cis-Dur bis Des-Dur spielbar wurden. Siehe Archicembalo und Neunzehnstufige Stimmung.

## Geschichte

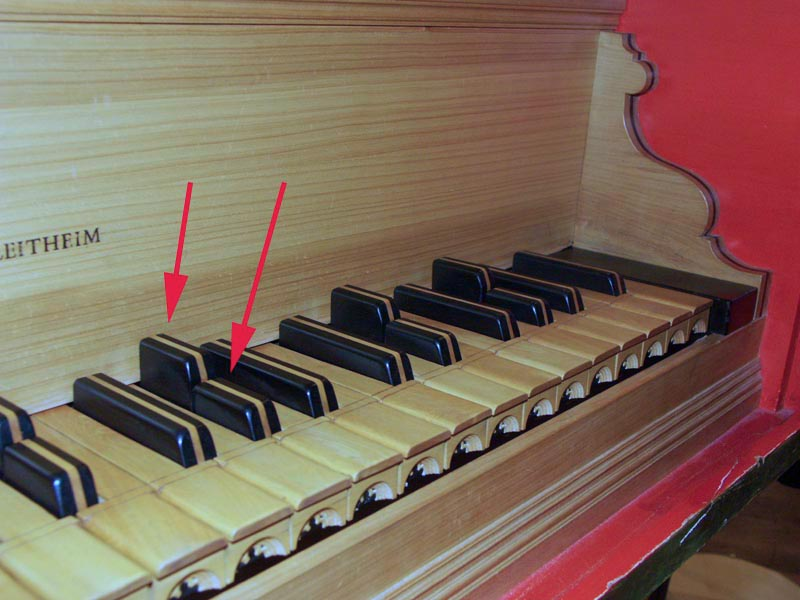
Italienisches Cembalo mit den Obertasten Cis, Dis/Es, Fis, Gis/As und B (Dis/Es und Gis/As als „gebrochene“ Obertasten), das ohne Umstimmen ein Spielen in mehr mitteltönig temperierten Dreiklängen ermöglicht: von As-Dur bis H-Dur und f-Moll bis gis-Moll.

Während die große (pythagoreische) Terz im Mittelalter meist als Dissonanz wahrgenommen wurde, bildete sie (als reines Intervall) ab der Renaissance eine wichtige Konsonanz.
Auch wenn man vereinzelte Quellen des 15. und frühen 16. Jahrhunderts bereits als praktische Beschreibung der mitteltönigen Stimmung ansehen kann, wurde sie erstmals 1571 durch Gioseffo Zarlino korrekt und eindeutig beschrieben. Im deutschen Sprachraum war es Michael Praetorius, der sie 1619 in seiner „Organographia“ (Syntagma musicum, Band 2) als gängige Praxis beschrieb und drei Arten angab, wie man sie praktisch legen konnte (neben einer nicht bedeutsamen Modifikation, die jedoch keine Tonart zusätzlich ermöglicht). Aufgrund Praetorius’ Beschreibung wurde die mitteltönige Stimmung bis ins 18. Jahrhundert gern als „Praetorianisch“ bezeichnet. Im Orgelbau wurde sie in weiten Teilen Deutschlands bis weit in das 18. Jahrhundert als Standardstimmung verwendet – in einzelnen Regionen noch darüber hinaus –, weshalb in Orgelbauverträgen und Prüfungsberichten (Abnahmeberichten) die Stimmung nicht bezeichnet zu werden brauchte.
In Norddeutschland ist die mitteltönige Stimmung zum Beispiel für sämtliche Orgeln Hamburgs 1729 in gedruckten Quellen belegt, und auch die von Arp Schnitger neu erbaute Orgel des Bremer Doms stand noch bis zur Umstimmung 1775 bis 1776 in der mitteltönigen Stimmung. Neuere Forschungen haben auch wieder plausibel gemacht, dass die Orgeln, die Dieterich Buxtehude in Lübeck zur Verfügung standen, in dieser Standardtemperierung standen. Es gibt im Übrigen keinerlei Äußerungen Buxtehudes zu Stimmungsfragen – sein Widmungsgedicht für Andreas Werckmeisters Harmonologia Musica von 1702, eine Kontrapunkt- und Improvisationslehre, nimmt auch nicht auf Stimmungsfragen Bezug und kann nicht als Unterstützung Werckmeisterscher Stimmungsentwürfe gedeutet werden.
In Mitteldeutschland hingegen haben der Orgelbauer Christian Förner, seine Schüler (Zacharias Thayßner, Christoph Junge, Tobias Gottfried Trost) und Enkelschüler (darunter Tobias Heinrich Gottfried Trost und Johann Friedrich Wender) die mitteltönige Stimmung modifiziert oder durch eine wohltemperierte Stimmung ersetzt, um alle Tonarten gebrauchen zu können. Belegt ist diese Stimmung für die 1668–1673 erbaute Förner-Orgel der Schlosskirche in Weißenfels. Zacharias Thayßner hat 1677–1682 die Orgel der Stiftskirche St. Servatii in Quedlinburg gebaut, an der Andreas Werckmeister amtierte. Johann Friedrich Wender erbaute 1687–1691 die Orgel von Divi Blasii in Mühlhausen und 1699–1703 die Orgel der Bonifatiuskirche (heute Bach-Kirche) in Arnstadt. An diesen beiden Orgeln amtierte der junge Johann Sebastian Bach in den Jahren 1703 bis 1708. Sie ermöglichten es ihm, von Anfang an Orgelwerke zu schreiben, die weit über die Tonarten hinausgehen, welche die mitteltönige {\displaystyle {\tfrac {1}{4}}}-Komma-Stimmung zulässt.
Die Wolfsquinte und die vier verminderten Quarten wurden im 17. und 18. Jahrhundert als völlig unbrauchbar angesehen. Vermutungen aus jüngerer Zeit, dass diese kompositorisch eingesetzt wurden (also etwa H-Es-Fis als vermeintliches H-Dur, F-Gis-C als vermeintliches f-Moll etc.), werden jedoch durch Äußerungen der Quellen des 17. und 18. Jahrhunderts regelmäßig widerlegt.

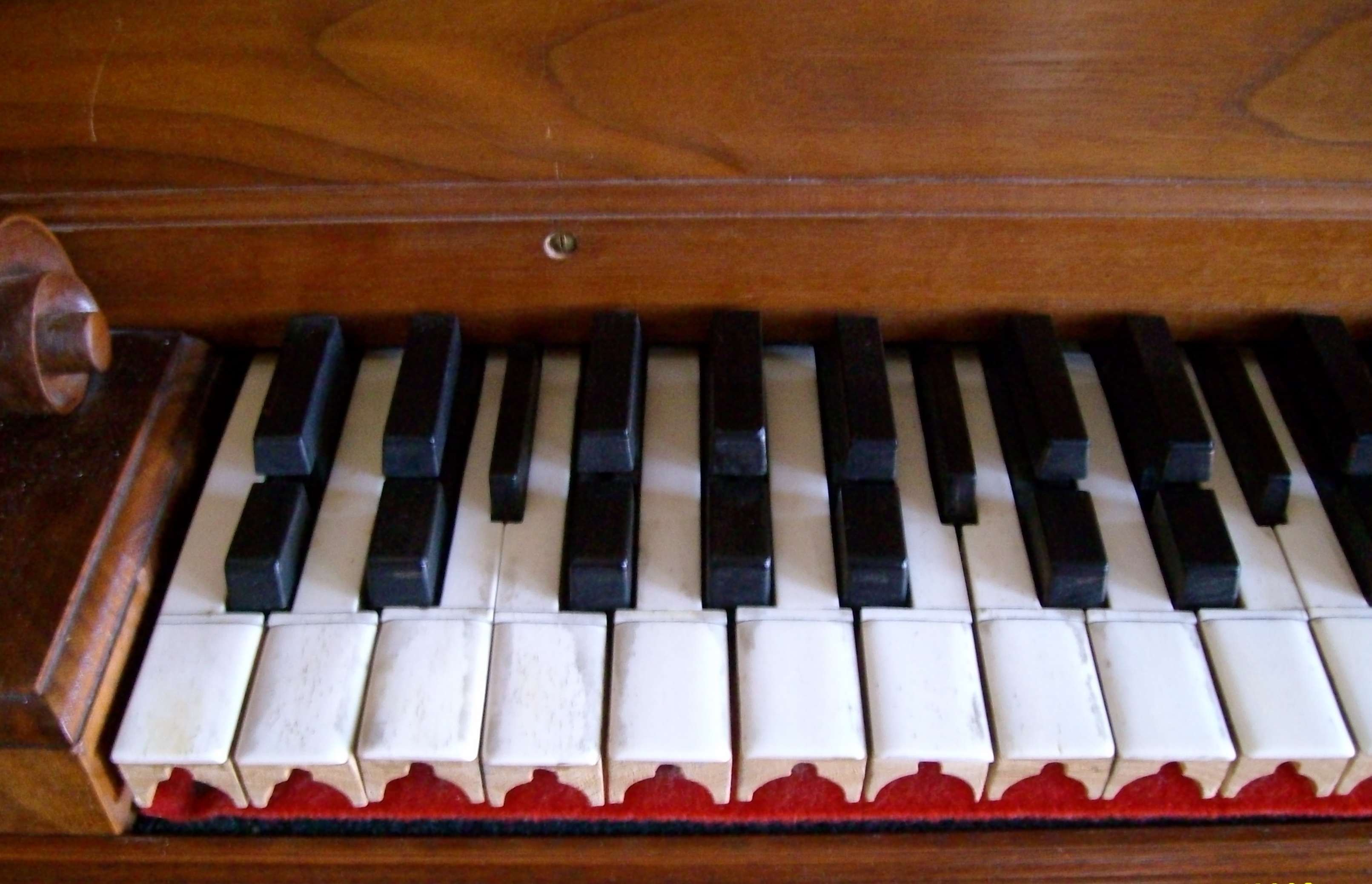
Rekonstruktion des „Cembalo universale“. Ermöglicht werden nun die mitteltönig gestimmten Dur-Dreiklänge
Ces-Es-Ges bis Cis-Eis-Gis und Molldreiklänge von As-Ces-Es bis Ais-Cis-Eis.

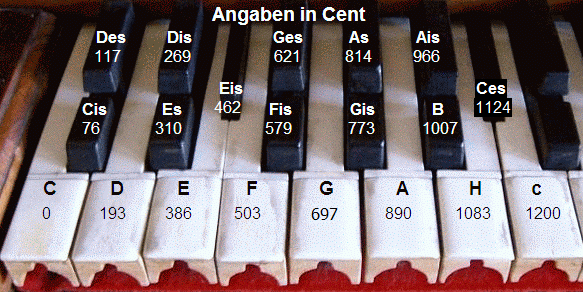
Je nach Verwendung – zum Beispiel als Cis oder als Des – unterscheiden sich die schwarzen Tasten beim Cembalo universale sowie H und Ces bzw. Eis und F um 41 Cent.

Um den Tonartenvorrat der gewöhnlichen mitteltönigen Stimmung zu erweitern, wurden an Stätten professioneller Musikpflege in Westeuropa zwischen zirka 1450 und 1700 nicht selten Tasteninstrumente mit zusätzlichen Obertasten ausgestattet; denn auf einer zwölfstufigen Skala sind in mitteltöniger Stimmung nur folgende Tonarten spielbar:
- C-Dur (a-Moll[12]) mit C, D, E, F, G, A, H
- F-Dur (d-Moll) zusätzlich mit B, G-Dur (e-moll) zusätzlich mit Fis,
- B-dur (g-moll) zusätzlich mit Es, D-Dur (h-moll) zusätzlich mit Cis
- Es-Dur (c-moll) zusätzlich mit As.

Damit sind die zwölf Tasten ausgeschöpft.
- Für zusätzlich A-Dur (fis-moll) muss man die As-Taste unterteilen in Gis/As,
- für zusätzlich E-Dur (cis-moll) die Es-Taste in Dis/Es,
- für zusätzlich H-Dur (gis-moll) die B-Taste in Ais/B,
- für zusätzlich Fis-Dur (dis-moll) die F-Taste in Eis/F.
- für zusätzlich As-Dur (f-moll) die Cis-Taste als Cis/Des,
- für zusätzlich Des-Dur (b-moll) die Fis-Taste als Fis/Ges und
- für zusätzlich Ges-Dur (es-moll) die H-Taste als H/Ces.

Der Unterschied zwischen Gis und As oder Dis und Es usw. beträgt 41 Cent (fast ein halber Halbton).
In der Regel wurden Instrumente mit ein bis zwei, seltener vier, beim Cembalo universale sogar sieben „Subsemitonien“, englisch split keys, ausgestattet. Solche Instrumente sind verwandt mit den sogenannten enharmonischen Instrumenten, wie dem Orthotonophonium mit 72 Tasten pro Oktave.
Die Entwicklung begann offenbar in Italien und gewann schnell eine gewisse Verbreitung. Nördlich der Alpen war es erst Gottfried Fritzsche, der in Deutschland 1612 die erste Orgel mit Subsemitonien baute (in der Kurfürstlichen Schlosskapelle Dresden). Michael Praetorius beschreibt ein „Cembalo universale“ („Cimbalo cromatico“), das über 19 Töne pro Oktave verfügt: Neben den fünf geteilten Obertasten gibt es zusätzliche schmale Obertasten für das Eis und Ces.
Auf besaiteten Tasteninstrumenten setzten sich seit Ende des 17. Jahrhunderts langsam aber zunehmend wohltemperierte Stimmungen durch, auch praktische Annäherungen an die gleichstufige Stimmung, das heißt solche Stimmungen, die den Gebrauch aller Tonarten zuließen. Die wohltemperierten Stimmungen waren nicht die heute auf elektronischen Instrumenten und meist auf Klavieren zu hörende gleichstufige Stimmung, sondern solche, bei denen die einzelnen Tonarten mal mehr, mal weniger „gespannt“ klangen (Tonartencharakteristik, die auch im 18. Jahrhundert als subjektives Moment verstanden wurde).
Lange konnte man nur vermuten, dass Bach bei der Transposition älterer Werke (!) und teilweisen Neukomposition von Präludien und Fugen der beiden Bände des „Wohltemperirten Claviers“ an die damals noch ganz neuen ungleichstufigen wohltemperierten Stimmungen gedacht hat, auch wenn die gleichstufige Stimmung, praktisch gelegt in seiner späteren Lebensphase nicht auszuschließen ist. Zu beachten ist auch, dass Friedrich Suppig 1722 in einem Manuskript beschrieb, dass alle Claviere in Dresden mitteltönig gestimmt seien – im gleichen Jahr, als Bach den ersten Band des Wohltemperirten Claviers zusammenstellte und mit dem datierten Titelblatt versah. Nach einer neuen, aber noch umstrittenen Deutung um das Jahr 2000 kann die Girlande auf dem Titelblatt zum Wohltemperierten Clavier als Stimmungsanweisung interpretiert werden.
Die Geschichte der mitteltönigen Stimmung ist zwar in ihren theoretischen Verästelungen recht gut bekannt, jedoch ist die praktische Anwendung, Verbreitung und der offenbar vielfach erst viel später als bisher angenommen erfolgende Übergang zu neueren Stimmungen (oft direkt zu Annäherungen an die gleichstufige Stimmung) in vielen Regionen erst in Ansätzen erforscht, da man allzu oft annahm, dass sich theoretische Stimmungsentwürfe alsbald auch in der Praxis durchsetzten. Wie jedoch Werckmeister und andere, die neue Stimmungen entwarfen, beklagten, folgten die Orgelbauer ihren Entwürfen nicht und blieben noch lange bei der mitteltönigen Stimmpraxis, ausgenommen mitteldeutsche Orgelbauer in der Nachfolge von Christian Förner.
Die mitteltönige Stimmung stellte die günstigste Annäherung an das Netz reiner Quinten und reiner Terzen der reinen Stimmung dar. Für die Begleitung von vokaler, instrumentaler und gemischt vokal-instrumentaler Musik bot sie lange Zeit die beste Voraussetzung. Außerdem waren im Gottesdienst Choräle und deren Vorspiele in Kirchentonarten mit Leichtigkeit mitteltönig zu begleiten. Es gab aus der kirchenmusikalischen Praxis heraus lange Zeit keinen Bedarf für eine Welle von Umstimmungen. Gewisse Probleme in der Begleitung von Ensembles ergaben sich jedoch durch die Existenz verschiedener Stimmtonhöhenstandards: In Deutschland etwa standen Orgeln um 1700 gemeinhin im (gemeinen) Chorton (a′ ≈ 465 Hertz) oder gelegentlich im Hohen Chorton (a′ ≈ 495 Hertz), während die meisten Instrumente und Sänger im Kammerton (a′ ≈ 415 Hertz) musizierten (zum Vergleich: In gleichstufiger Stimmung mit a′ = 440 Hertz ist gis′ = 415,3 Hertz, b′ = 466,2 Hertz und h′ = 493,9 Hertz). Vom Organisten war hier gefordert zu transponieren, wobei sich leicht ergab, dass die Grenzen der Mitteltönigkeit erreicht oder auch überschritten wurden. Solange dies nicht ständig geschah, konnte der Begleiter „Wolfs“-Töne auslassen, vielleicht umspielen oder mit einer Verzierung versehen (wodurch jedoch der Ton auch hervorgehoben werden kann), auch durch geeignete Registerwahl den hässlichen Ton verdecken. Gegen Ende des 17. Jahrhunderts war die musikalische Entwicklung der Ensemblemusik so weit fortgeschritten, dass die mitteltönige Stimmung vielfach nicht mehr als geeignet erschien. Hier setzte nun die Entwicklung neuer Stimmungen ein. Sie entsprang also nicht aus Forderungen, in solistischen Werken für Tasteninstrumente „entfernte“ Tonarten zu verwenden.

## Stimmpraxis

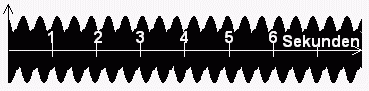
Die Frequenz der Schwebungen bei mitteltönig temperierten Quinten beträgt knapp 1 % der Frequenz des Grundtons.
Datei:c1 g mitteltoenig 8s.ogg Bild und Ton mit Grundton von 263 Hz

Reine Quinten, Oktaven und Terzen konnte man ohne Weiteres einstimmen. Die Quinten in der mitteltönigen Stimmung mussten jedoch um {\displaystyle {\tfrac {1}{4}}} Komma enger gelegt werden. Dafür gab es Anweisungen für die Beobachtung von Schwebungen. Dabei war zu beachten, dass die Schwebungsfrequenz umso größer ist, je höher die Quinten liegen. Nach dem Temperieren von vier etwas engeren Quinten konnte man die Stimmung durch eine reine Terz überprüfen. Die weiteren Töne ließen sich durch reine Terzen leicht stimmen. Hatte man beispielsweise C-G, G-D, D-A und A-E temperiert, konnten die weiteren Töne durch reine Terzen erzielt werden: D-Fis, Es-G, E-Gis, F-A, G-H, A-Cis und B-D. Waren alle zwölf Töne innerhalb einer Oktave gestimmt, vervollständigte man das gesamte Tonspektrum des Instruments durch reine Oktaven. Die alten Orgelbauer haben ihre Instrumente ohne Stimmgerät gestimmt. Als physikalische Geräte standen ihnen nur das Monochord, die Stimmpfeife und das Pendel sowie ihr eigener Pulsschlag zur Verfügung.
Beispiel mit den ersten vier mitteltönigen Quinten und der dazugehörigen Terz
Vier {\displaystyle {\tfrac {1}{4}}}-Komma-mitteltönige Quinten und eine reine Terz (a′=440 Hz)
Beachte die verschieden schnellen Schwebungen in den Quinten. Keine Schwebung bei der reinen Terz.
Man „hört“ hier: Die Temperierung der Quinten ist so gering, dass sie nicht als Missklang empfunden wird.
Tabelle der Schwebungen
| Intervall (siehe Noten) | Frequenzen | Frequenzen | Schwebungen pro Sekunde (Hz) |
| ----------------------- | ---------- | ---------- | ---------------------------- |
| c′g′                    | 263,18     | 393,55     | 2,45                         |
| gd′                     | 196,77     | 294,25     | 1,83                         |
| d′a′                    | 294,25     | 440        | 2,74                         |
| ae′                     | 220        | 328,98     | 2,05                         |
| c′e′                    | 263,18     | 328,98     | 0                            |

Je höher die Quinten, desto höher die Anzahl der Schwebungen (ungefähr 1 % der Grundfrequenz).

## Aufbau der Tonleiter
Grundton: C, Beginn des Quintenzirkel bei Es.
Das Frequenzverhältnis des syntonischen Kommas ist {\displaystyle {\frac {81}{80}}}, das der Quinte {\displaystyle {\frac {3}{2}}}.
Jede der 11 mitteltönigen Quinten Qm ist eine um {\displaystyle {\tfrac {1}{4}}}-syntonisches Komma verkleinerte reine Quinte.
Ihr Frequenzverhältnis ist demnach {\displaystyle {\frac {3}{2}}:({\sqrt[{4}]{\frac {81}{80}}})={\sqrt[{4}]{5}}\;{\widehat {=}}\;696{,}58\,\mathrm {Cent} }.
Abkürzungen: Ok=Oktave, Qm = die {\displaystyle {\tfrac {1}{4}}}-Komma-mitteltönige Quinte
| Ton-Bezeichnung | Abstand zum Grundton   | in Cent  | Frequenzverhältnis zum Grundton                          |
| --------------- | ---------------------- | -------- | -------------------------------------------------------- |
| Es              | −3Qm + 2Ok             | 310,26   | {\displaystyle {\frac {4}{5}}\cdot {\sqrt[{4}]{5}}}      |
| B               | −2Qm + 2Ok             | 1006,84  | {\displaystyle {\frac {4}{5}}\cdot {\sqrt {5}}}          |
| F               | −Qm + Ok               | 503,42   | {\displaystyle {\frac {2}{5}}\cdot {\sqrt[{4}]{5^{3}}}}  |
| C               | 0                      | 0        | {\displaystyle \,1}                                      |
| G               | Qm                     | 696,58   | {\displaystyle {\sqrt[{4}]{5}}}                          |
| D               | 2Qm − Ok               | 193,16   | {\displaystyle {\frac {1}{2}}\cdot {\sqrt {5}}}          |
| A               | 3Qm − Ok               | 889,74   | {\displaystyle {\frac {1}{2}}\cdot {\sqrt[{4}]{5^{3}}}}  |
| E               | 4Qm − 2Ok (reine Terz) | 386,31   | {\displaystyle {\frac {5}{4}}}                           |
| H               | 5Qm − 2Ok              | 1082,89  | {\displaystyle {\frac {5}{4}}\cdot {\sqrt[{4}]{5}}}      |
| Fis             | 6Qm − 3Ok              | 579,47   | {\displaystyle {\frac {5}{8}}\cdot {\sqrt {5}}}          |
| Cis             | 7Qm − 4Ok              | 76,05    | {\displaystyle {\frac {5}{16}}\cdot {\sqrt[{4}]{5^{3}}}} |
| Gis             | 8Qm − 4Ok              | 772,63   | {\displaystyle {\frac {25}{16}}}                         |
| (Dis)           | (9Qm − 5Ok)            | (269,21) | ({\displaystyle {\frac {25}{32}}\cdot {\sqrt[{4}]{5}}})  |

Der Quintenzirkel der {\displaystyle {\tfrac {1}{4}}}-Komma-mitteltönigen Quinten geht nicht auf. Die zwölfte Quinte Dis unterscheidet sich vom Beginn des Quintenzirkels Es um ein Intervall – kleine Diesis genannt – mit dem Frequenzverhältnis {\displaystyle {\frac {128}{125}}\;{\widehat {\approx }}\;41\,\mathrm {Cent} } (ca. 1/5 gleichstufiger Ganzton).
Alle möglichen Intervalle der mitteltönigen Stimmung findet man im Abschnitt Tonstruktur.
Somit erhalten wir folgende Intervalle:
- Acht reine große Terzen: Es-G, B-D, F-A, C-E, G-H, D-Fis, A-Cis, E-Gis
- Elf mitteltönige Quinten: Es-B, B-F, F-C, C-G, G-D, D-A, A-E, E-H, H-Fis, Fis-Cis, Cis-Gis
- Eine zu große Wolfsquinte: Gis-Es = 7Ok − 11 Qm mit dem Frequenzverhältnis

{\displaystyle {\frac {2^{7}}{\sqrt[{4}]{5^{3}}}}\;{\widehat {\approx }}\;737{,}64\,\mathrm {Cent} }
- Vier zu große Terzen (verminderte Quarten): H-Es, Fis-B, Cis-F, Gis-C

{\displaystyle {\frac {32}{25}}\;{\widehat {\approx }}\;427{,}37\,\mathrm {Cent} }
Bei der mitteltönigen Stimmung stehen nicht alle erhöhten bzw. erniedrigten Töne zur Verfügung. Im obigen Beispiel nur Es, B, Fis, Cis und Gis, nicht aber deren enharmonische Wechseltöne Dis, Ais, Ges, Des und As. Dasselbe gilt auch für die enharmonischen Wechseltöne der übrigen Töne; zum Beispiel stehen auch Fes und Eis nicht zur Verfügung.
Die enharmonischen Wechseltöne – zum Beispiel Es und Dis – unterscheiden sich um die kleine Diësis von 41 Cent. Um dasselbe Intervall sind auch drei übereinandergelegte reine große Terzen kleiner als die Oktave. Auch bei den Varianten der mitteltönigen Stimmung, bei der die benutzbaren großen Terzen nur annähernd rein sind, bleibt ein großer Unterschied zwischen den enharmonischen Wechseltönen bestehen.
Man kann daher nur in Tonarten annehmbar spielen, in denen die fehlenden Töne nicht benötigt werden.

## Weitere Stimmungen
- Reine Stimmung
- Wohltemperierte Stimmung
- Gleichstufige Stimmung

## Instrumente und Generatoren
- Archicembalo
- ZynAddSubFX ist ein mikrotonaler Open-Source-Software-Synthesizer, mit dessen Hilfe die mitteltönige Stimmung realisiert und ausprobiert werden kann.
- Mit dem Programm TTMusik von Joachim Mohr kann man die Frequenzen von reinen, mitteltönigen und gleichstufigen Akkorden in Hz und in Cent berechnen und anhören.